# バルダイサン
バルダイサン（シリア語 (マクロランゲージ): ܒܪ ܕܝܨܢ、Bardaiṣān、アラブ名: イブン・ダイサン (ابن ديصان)、ラテン名: バルデサネス 、154年 - 222年）は、アッシリア人またはパルティア人のグノーシス主義者で、バルダイザナイツの設立者。
科学者、学者、占星術師、哲学者、詩人でもあり、インドに関する著作を書いていたが、現在は散逸している。